# Ermida de Maria Vieira
A Ermida de Maria Vieira localiza-se na Vila de São Sebastião, concelho de Angra do Heroísmo, na Ilha Terceira, nos Açores.

## História
A ermida foi erguida sob a invocação de Maria Vieira da Silva, uma menina de 13 anos, natural da vila, vítima de crime bárbaro.
De acordo com a tradição local, em 4 de Junho de 1940 a menina ia levar o almoço ao pai que trabalhava perto, acompanhada de uma irmã com cerca de quatro anos, quando foi atacada nos matos do Pico Ruivo por José Quinteiro, então com cinquenta anos de idade, que tentou estuprá-la. Diante da resistência da jovem, Quinteiro agrediu-a violentamente com uma enxada, deixando-a como morta e ocultando o corpo embaixo de uma moita.
Ainda de acordo com uma tradição, ao recobrar os sentidos, a menina conseguiu retornar a casa, coberta de sangue, quase moribunda. Antigos moradores da região recordam, entretanto, que a menina foi encontrada pelo próprio pai que retornava a casa, e que ao ouvir-lhe os gemidos, encontrou-a. Afirma-se ainda que, antes de desfalecer novamente, balbuciou o nome do assassino, acrescentando "que não lhe tinha raiva. Foi conduzida ao Hospital de Angra e preparada para cirurgia de emergência, onde, em, outro momento de lucidez, repetiu o nome do agressor, pedindo que "não lhe façam mal". Recebeu os Sacramentos da Igreja e no dia seguinte faleceu.
O agressor foi detido, julgado e condenado a 28 anos de prisão, tendo cumprido pena de apenas 16 anos, devido a bom comportamento.
O crime marcou profundamente a memória dos habitantes da Terceira, tendo originado uma devoção popular que levou à abertura do processo de canonização da jovem como mártir junto à Diocese de Angra de acordo com a Constituição Apostólica "Divinus Perfectionis Magister".